# Celleporaria
Celleporaria är ett släkte av mossdjur. Celleporaria ingår i familjen Lepraliellidae.
Släktet Celleporaria indelas i:
- Celleporaria agglutinans
- Celleporaria albirostris
- Celleporaria ampliata
- Celleporaria aperta
- Celleporaria apiculata
- Celleporaria atlantica
- Celleporaria bicirrhata
- Celleporaria bispinata
- Celleporaria brunnea
- Celleporaria calva
- Celleporaria capensis
- Celleporaria carvalhoi
- Celleporaria columnaris
- Celleporaria compressa
- Celleporaria convexa
- Celleporaria corrugata
- Celleporaria cristata
- Celleporaria cylindrocystis
- Celleporaria decostilsii
- Celleporaria desperabilis
- Celleporaria emancipata
- Celleporaria endivia
- Celleporaria erectorostris
- Celleporaria erugo
- Celleporaria firmispinosa
- Celleporaria foliata
- Celleporaria fusca
- Celleporaria granulosa
- Celleporaria hancocki
- Celleporaria hastigera
- Celleporaria hesperopacifica
- Celleporaria honolulensis
- Celleporaria imbellis
- Celleporaria imberbis
- Celleporaria inaudita
- Celleporaria indiscreta
- Celleporaria inflata
- Celleporaria intermedia
- Celleporaria jacksoniensis
- Celleporaria labelligera
- Celleporaria macrodon
- Celleporaria magnirostris
- Celleporaria mamillata
- Celleporaria mauritiana
- Celleporaria melanodermorpha
- Celleporaria mordax
- Celleporaria multiformatata
- Celleporaria nodulosa
- Celleporaria oculata
- Celleporaria oliva
- Celleporaria paratridenticulata
- Celleporaria peristomata
- Celleporaria pigmentaria
- Celleporaria pilaefera
- Celleporaria polymorpha
- Celleporaria projecta
- Celleporaria prolifera
- Celleporaria protea
- Celleporaria pugioniforme
- Celleporaria pygmaea
- Celleporaria repens
- Celleporaria schubarti
- Celleporaria serratirostris
- Celleporaria sherryae
- Celleporaria sibogae
- Celleporaria sicaria
- Celleporaria simplex
- Celleporaria speciosa
- Celleporaria spicata
- Celleporaria subalba
- Celleporaria subflava
- Celleporaria transversa
- Celleporaria triacantha
- Celleporaria triangula
- Celleporaria tridenticulata
- Celleporaria trifurcata
- Celleporaria trispiculata
- Celleporaria trituberculata
- Celleporaria tuberculata
- Celleporaria umbonatoidea
- Celleporaria vagans
- Celleporaria valligera
- Celleporaria wayakamensis
- Celleporaria vermiformis
- Celleporaria verrucosa
- Celleporaria volsella